# تشعب تطوري
التشعب التطوري هو زيادة في تنوع الأصناف أو التباين في شكل الأجسام (المورفولوجي). سواء نتيجة لتغيرات تكيفية أو بسبب حاجات طرأت عليها من العالم الخارجي. التشعب يمكن أن يؤثر على فرع حيوي واحد أو أكثر، ويمكن أن يكون سريعا أو متدرجا عبر زمن طويل . أكثر تشعب تطوري شهرة هو تشعب الثدييات الحقيقية الذي حدث فور انقراض الديناصورات في نهاية العصر الطباشيري منذ 65 مليون سنة. في هذا الوقت كانت الثدييات الحقيقية صغيرة في الغالب وتتغذى على الحشرات. وكانت مشابهة في الشكل والحجم لحيوان الشرو (زبابات) الحالي. في عصر الايوسين (58 مليون سنة) كانوا قد تطوروا لأنواع مختلفة مثل الخفافيش والحيتان والأحصنة. ومن الأمثلة الأخرى المعروفة أيضًا الانفجار الكامبري والانفجار الافالوني.

## أنواعه
تتضمن التشعبات الجغرافية زيادة في الانتواع الناجم عن زيادة فرص العز ل الجغرافي. وتتضمن التشعبات التكيفية زيادة في معدل انتواع الـفرع الحيوي المقترن بتباعد الصفات الموروفلوجية المرتبطة مباشرة بالعادات البيئية، وتتضمن تلك التشعبات انتواعا لا تقوده عوامل جغرافية تحدث في مكان جغرافي واحد، كما أنها قد تقترن باكتساب صفة أساسية. كما أن التشعبات قد تكون متضاربة، وذلك إما بالتعددية أو بالتباين المتزايدين بشكل شبه مستقل عن بعضهما البعض، ويحدث التوافق بينهما حينما يتزايدان بمعدل متشابه.

## في السجل الأحفوري
استخدم علماء المتحجرات، في معظم دراسات التشعب التطوري التي أجروها، حفريات لافقارية بحرية، وذلك ببساطة لأنها تميل إلى أن تكون أكثر بكثير من غيرها ويسهل جمع كميات منها مقارنة بفقاريات اليابسة كالثدييات أو الديناصورات. خضعت عضيات الأرجل على سبيل المثال لرشقات كبيرة من التشعب التطوري في العصر الكمبري المبكر، العصر الأوردوفيشي المبكر، وبدرجة أقل خلال العصرين السيلوري والديفوني، ثم تعرضت لذلك مرة أخرى في العصر الفحمي. وفي أثناء تلك العصور، تشابهت أنواع مختلفة من عضيات الأرجل مورفولوجيا، وتشابهت على نحو محتمل في نمط الحياة، مع أنواع كانت قد عاشت قبلها بملايين السنين. وهذه الظاهرة، المعروفة بالتشابه المورفولوجي مُفسَّرة عن طريق التطور التقاربي: حيث إن الكائنات الحية التي تخضع لضغوط انتقائية متشابه، فإنها تطور في العادة تكيفات متشابهة. ومن الأمثلة الأخرى على التشعب التطوري السريع ما حدث مع الأمونيتات، حيث عانت من سلسلة من الانقراضات التي نجم عنها إعادة تنوع، وكذلك المفصليات ثلاثية الفصوص التي تطور بسرعة، أثناء العصر الكمبري، إلى أشكال عديدة تنتهج الكثير من الأنماط الحياتية تستغلها القشريات.

## أمثلة حديثة
تعرض عدد من المجموعات لتشعب تطوري في الأزمنة الحديثة نسبيا. دُرست البلطيات على وجه الخصوص بشكل كثيف من قبل البيولوجيين. ووجد أنها في كثير من الأماكن، كبحيرة مالاوي، قد تطورت إلى أشكال كثرة، منها أنواع آكلة للعوالق، آكلات حلزون، متطفلات أعشاش، رعاة طحالب، وآكلات أسماك. كما أن السحالي الكاريبية تعتبر مثالا آخر معروفا جيدا على التشعب التطوري. وقد كانت النجيليات أيضا ناجحة، فقد تطورت بالتوازي مع العاشبات كالأحصنة والظباء.